# Burley Woodhead
Burley Woodhead – osada w Anglii, w hrabstwie ceremonialnym West Yorkshire, w dystrykcie metropolitalnym Bradford. Leży 18 km na północny zachód od miasta Leeds i 287 km na północny zachód od Londynu.